# Lunglei
Lunglei ist eine Stadt im indischen Bundesstaat Mizoram. Sie ist die zweitgrößte Stadt in Mizoram nach der Hauptstadt Aizawl und liegt 165 km südlich von Aizawl.
Die Stadt ist Hauptort des Distrikts Lunglei. Lunglei hat den Status einer Town. Die Stadt ist in 23 Wards gegliedert. Sie hatte am Stichtag der Volkszählung 2011 57.011 Einwohner, von denen 29.474 Männer und 27.537 Frauen waren. Christen bilden mit einem Anteil von über 91 % die Mehrheit der Bevölkerung in der Stadt. Hindus bilden eine Minderheit von über 6 %. Die Alphabetisierungsrate lag 2011 bei 98,3 % und damit deutlich über dem nationalen Durchschnitt. 90,2 % gehören den Scheduled Tribes an.
Die meisten einheimischen Bewohner des Distrikt Lunglei sind von der Landwirtschaft abhängig und verdienen ihren Lebensunterhalt mit dem Anbau von Kulturpflanzen. Der Verkauf von Kaffee und Kautschuk hilft der lokalen Bevölkerung ein Einkommen zu erzielen. Angebaut werden außerdem Reis und Baumwolle.